# Solarfähre

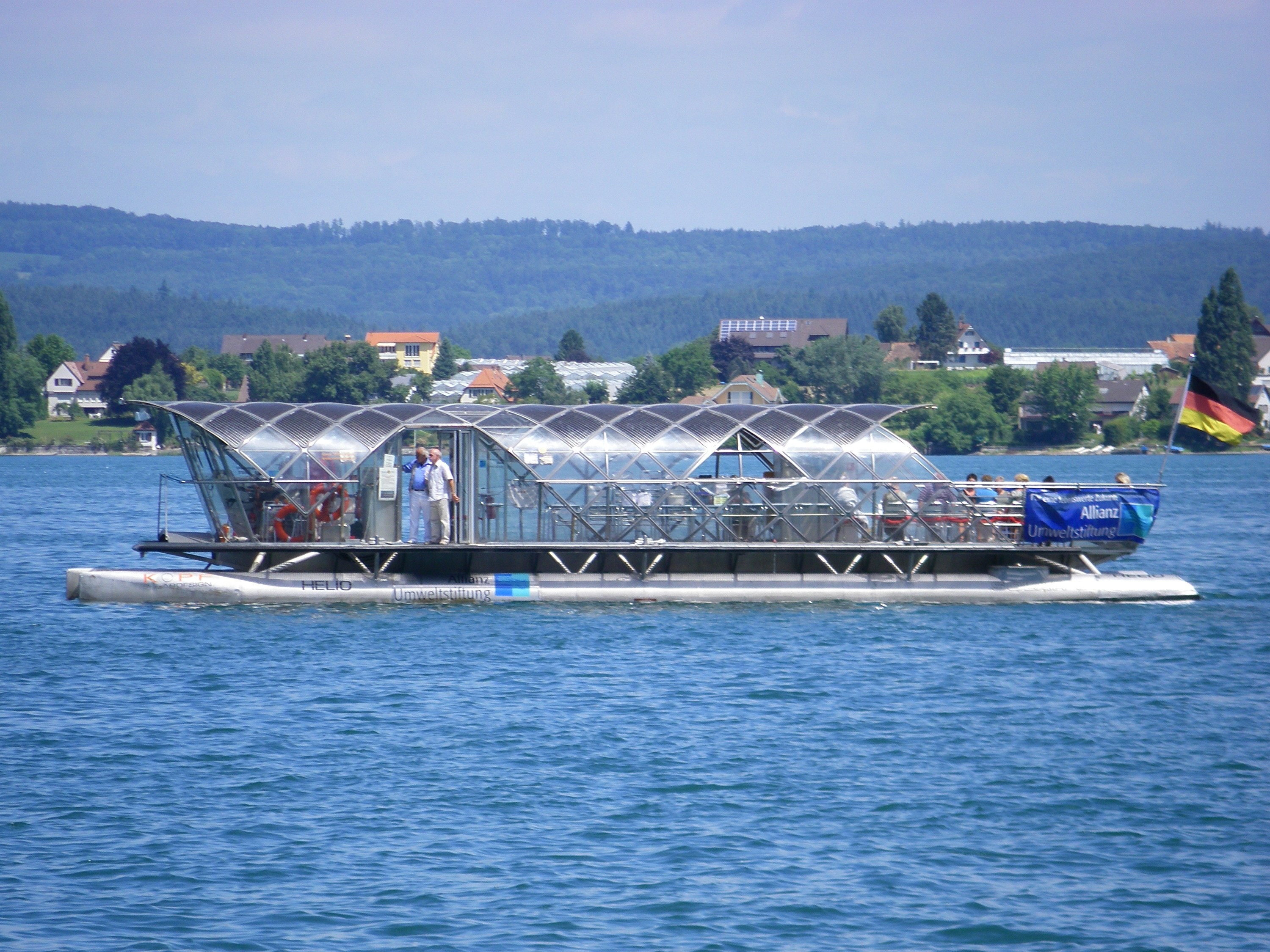
Solarfähre Helio auf dem Untersee (Bodensee)

Eine Solarfähre ist ein Fährschiff, das mit Hilfe von Solarmodulen, Akkumulatoren und Elektromotoren angetrieben wird. Bei zu geringer Sonneneinstrahlung dienen Dieselgeneratoren zur Stromerzeugung bzw. werden die Akkumulatoren über das Stromnetz geladen.

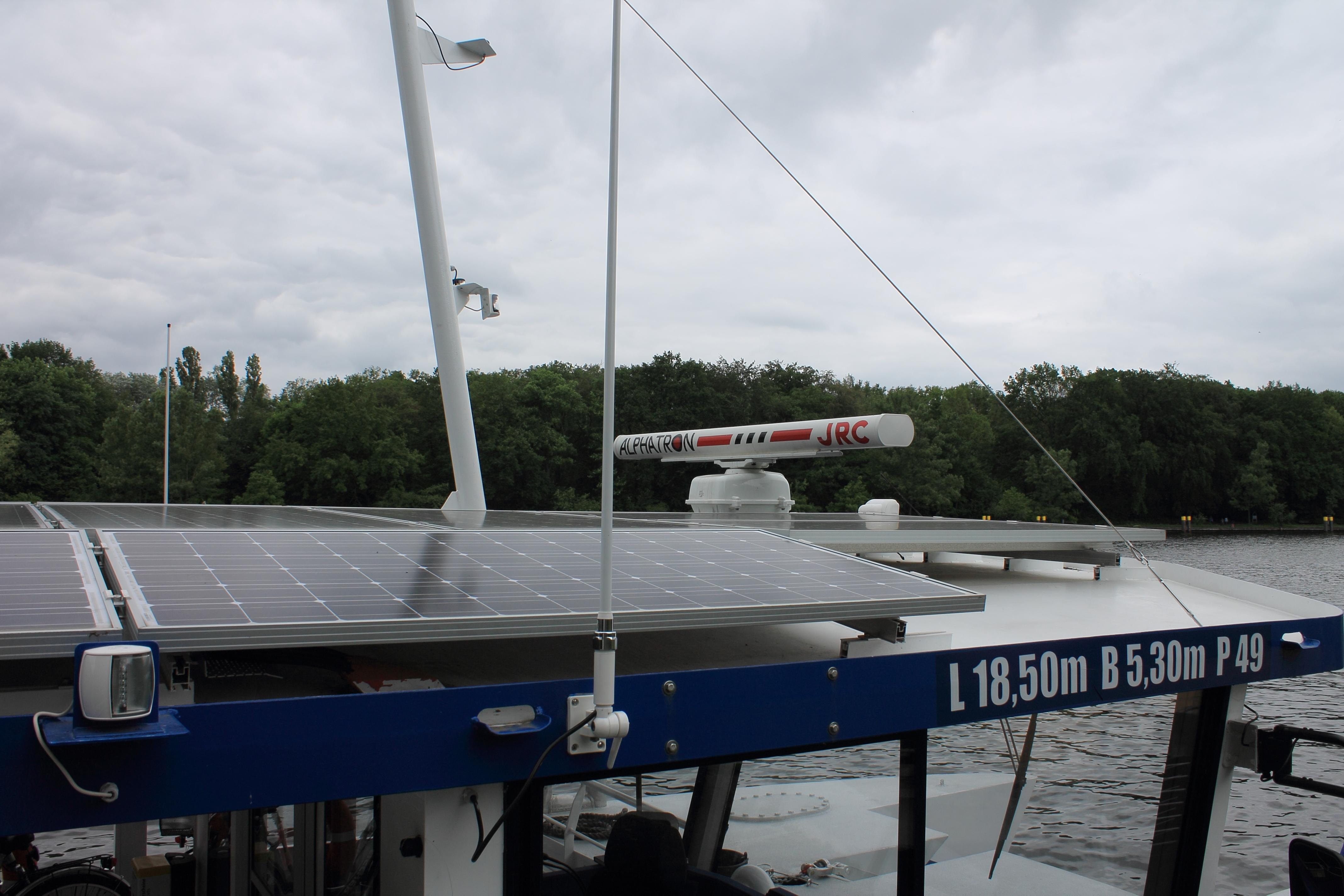
Blick auf die Solarzellen der Berliner Solarfähre Fährbär 1 auf der Spree

## Solarfähren in Deutschland
- Fährlinien der Berliner BVG[1][2][3]
- Solarfähre Helio – auf dem Untersee (Bodensee) in Deutschland und in der Schweiz[4]
- Solarfähre PetraSolara – über die Weser zwischen Hävern und Windheim in Nordrhein-Westfalen
- Solarfähre Insel Reichenau – auf dem Untersee zwischen der Insel Reichenau (D) und Mannenbach (CH)[5]
- Solarfähre Sole Mio – auf dem Bodensee zwischen Konstanz (D) und Kreuzlingen (CH)[6]
- Solarfähren Marie Hoffmann I und Marie Hoffmann II – über die Aller zwischen Otersen und Westen in Niedersachsen
- Solarfähre Gravena – über die Weser bei Grave in Niedersachsen
- Personenfähre Gehlsdorf Rostock[7]